# Makaty Mbaye
Makaty Mbaye (* 3. April 1976 in Dakar, Senegal) ist ein ehemaliger senegalesischer Basketballspieler und heutiger Trainer. Er spielte von der U16 bis zur U23 in der senegalesischen Jugendnationalmannschaft und war in der ersten Liga Senegals aktiv. Mbaye besitzt die A-Lizenz des Deutschen Basketball Bundes (DBB) und war der erste Trainer in Deutschland, der zusätzlich das Mini-Trainer-Zertifikat erhielt. Derzeit ist er als Trainer beim TSV Bayer 04 Leverkusen tätig.

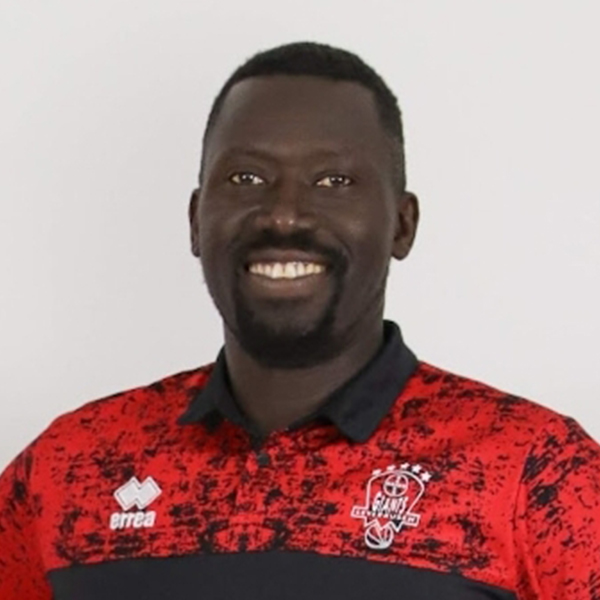
Makaty Mbaye

## Karriere als Spieler
Mbaye begann seine Karriere in seinem Heimatland Senegal und spielte von 1994 bis 2000 für den Dakar Université Club in der ersten Liga Senegals unter Trainer Moustapha Gaye.
Nach seinem Wechsel nach Deutschland spielte er in verschiedenen Vereinen von der Landesliga bis zur 2. Regionalliga:
- 2000–2003: ART Düsseldorf (Landesliga, Oberliga)[3]
- 2003–2006: Grevenbroich Elephants (Landesliga, Oberliga)[4]
- 2006–2008: TG 81 Düsseldorf (Kreisliga, Bezirksliga, Spielertrainer)[5]
- 2008–2010: TuS Hilden (2. Regionalliga)[6]
- 2010–2011: DT Ronsdorf (Landesliga)[7]
- 2011–2022: TuS Hilden (Landesliga, Oberliga, 2. Regionalliga)[8]

## Erfolge als Spieler
- 2000–2001: Aufstieg von der Landesliga in die Oberliga mit ART Düsseldorf
- 2010–2011: Aufstieg von der Landesliga in die Oberliga mit Wuppertal Ronsdorf
- 2021–2022: Aufstieg von der Oberliga in die 2. Regionalliga mit TuS Hilden[9]

## Karriere als Trainer
Neben seiner aktiven Karriere engagierte sich Mbaye früh als Trainer. Erste Erfahrungen sammelte er von 2000 bis 2004 als Jugendtrainer beim ART Düsseldorf. Später war er unter anderem Jugendabteilungsleiter und Headcoach bei TG 81 Düsseldorf sowie Spielertrainer bei den Grevenbroich Elephants.
Ab 2016 trainierte er verschiedene Jugendmannschaften beim TuS Hilden und wurde 2019 festangestellter Trainer beim TSV Bayer 04 Leverkusen. Dort sammelte er Erfahrung als Headcoach in der U10 Oberliga, U12 und U18 Regionalliga sowie als Assistant Coach des NBBL-Teams. Aktuell ist er hauptamtlicher Trainer für die U10 und U12 sowie Mini- und Schulsportkoordinator.
Zusätzlich engagiert sich Mbaye als Trainer und sportlicher Leiter für Basketball bei „Baller's Paradise“ seit 2008.  Er ist regelmäßig bei den vereinsinternen Feriencamps der Bayer Giants Leverkusen aktiv und betreut zudem das Projekt „BasKIDball“ der Dirk-Nowitzki-Stiftung am Standort Leverkusen.  Darüber hinaus engagiert sich Mbaye für Sozialprojekte in Afrika, insbesondere in Senegal und Kamerun, um den Basketballsport in diesen Ländern zu fördern.

## Erfolge als Trainer
- Aufstiege mit den Jugendteams der Hilden 96ers in die Oberliga
- 2021–2022 & 2024–2025: Westdeutscher Meister mit TSV Bayer 04 Leverkusen U12[14][15]
- NBBL Elite 8 als Co-Trainer unter Jacques Schneider mit Bayer Giants Leverkusen[16]
- 2022–2023: 2. Platz Regionalliga West, WBV-Pokalsieger und 2. Platz DBB-Pokal mit Bayer Giants Leverkusen U18[17][18]
- 2025–2026: 1. Platz beim Hermut-Weber-Cup in Berlin mit Bayer 04 Leverkusen U14[19]
- 2025–2026: 1. Platz bei der 43. Ausgabe des traditionsreichen Miniturniers der BG Göttingen mit Bayer 04 Leverkusen U12[20]

## Trainerlizenzen und Zertifikate
Mbaye besitzt mehrere offizielle Trainerlizenzen des Deutschen Basketball Bundes:
- C-Lizenz Leistungssport
- B-Lizenz (2019)[21]
- A-Lizenz (2021)[22]
- Mini-Trainer-Zertifikat (2024) – als erster A-Lizenz-Trainer in Deutschland.[1]
- Ausbildung zum Trainer-Mentor in der Trainerakademie Köln des DOSB (seit 2025)[23]

## Persönliches
Makaty Mbaye ist verheiratet und hat fünf Kinder.